# Стефанос I Сидарусс
Стефанос I Сидарусс (22 февраля 1904, Каир, Египет — 23 августа 1987, там же) — египетский кардинал, лазарист. Титулярный епископ Саса и вспомогательный епископ Коптского католического патриархата Александрийского с 9 августа 1947 по 10 мая 1958. Патриарх Коптской католической церкви с 10 мая 1958 по 24 мая 1986. Кардинал-патриарх с 22 февраля 1965.